# Wiechholz
Koordinaten: 52° 26′ 44″ N, 7° 41′ 6″ O

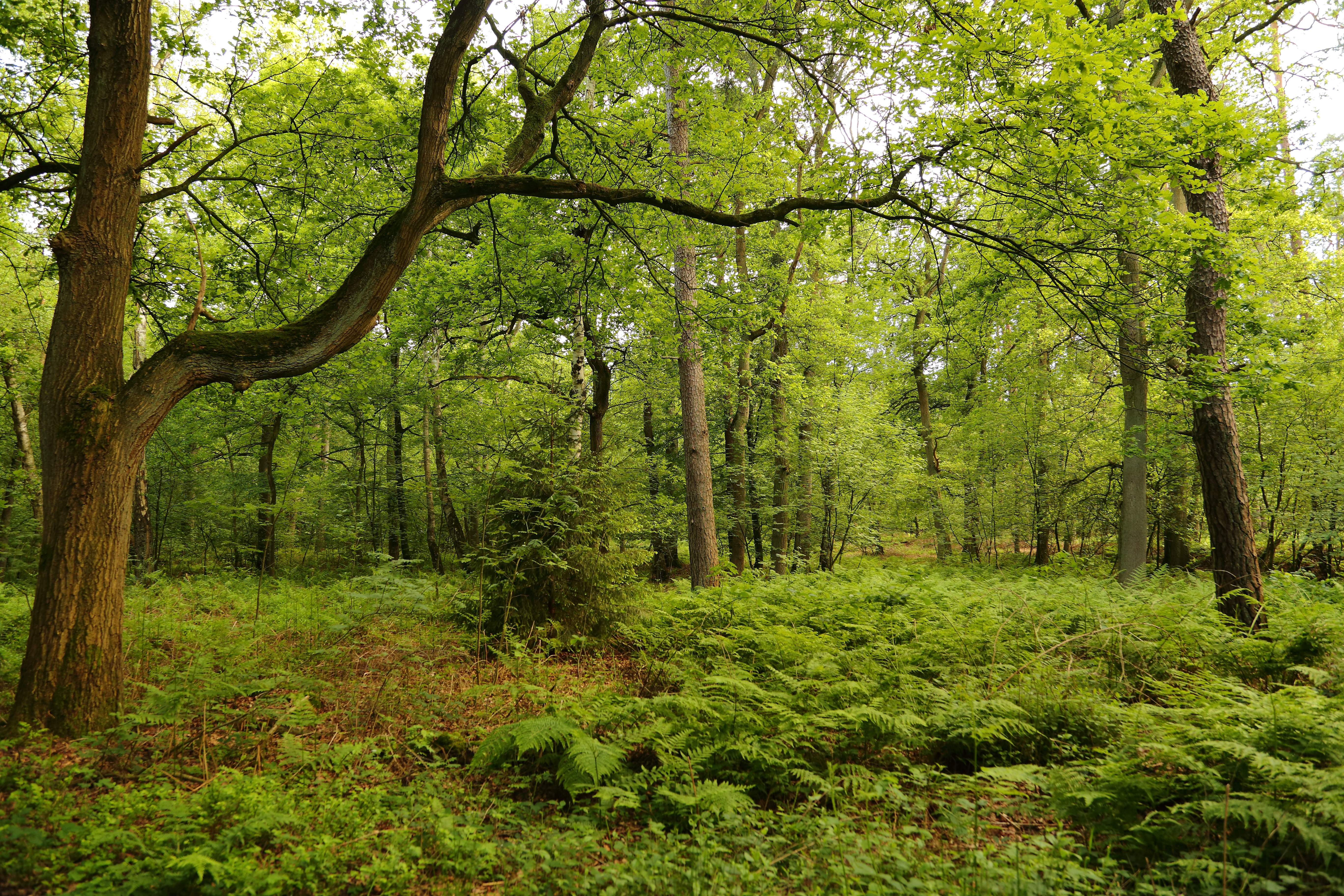
Naturschutzgebiet Wiechholz (Mai 2014)

Das Naturschutzgebiet Wiechholz liegt auf dem Gebiet der Gemeinde Hopsten im Kreis Steinfurt in Nordrhein-Westfalen. Das Gebiet erstreckt sich östlich von Schale, einem Ortsteil von Hopsten. Die Landesgrenze zu Niedersachsen verläuft unweit nördlich und östlich, südwestlich verläuft die Landesstraße L 593. Südlich erstreckt sich das 176,4 ha große Naturschutzgebiet Halverder Moor.

## Bedeutung
Für Hopsten ist seit 1989 ein 74,88 ha großes Gebiet unter der Kenn-Nummer ST-063 als Naturschutzgebiet ausgewiesen. Das Gebiet wurde unter Schutz gestellt zur Erhaltung, Förderung und Entwicklung
- sowie zur Wiederherstellung der Lebensgemeinschaften und Biotope landschaftsraumtypischer, seltener und gefährdeter Tier- und Pflanzenarten, insbesondere eines großflächigen naturnahen Waldbereichs aus verschiedenen grundwasserbeeinflussten, in dieser Region äußerst seltenen, Waldgesellschaften,
- von Lebensgemeinschaften und Biotopen bestimmter, z. T. stark gefährdeter oder vom Aussterben bedrohter, wildlebender Pflanzen- und Tierarten, insbesondere von Wasserfledermaus, Abendsegler, Knoblauchkröte und Moorfrosch und deren Lebensstätten.